# Autoritat Territorial de la Mobilitat de l'Àrea de Lleida

Mapa de la zona integrada (2024).

L'Autoritat Territorial de la Mobilitat de l'Àrea de Lleida (ATM Àrea de Lleida) és un consorci integrat per la Generalitat de Catalunya, el Consell Comarcal del Segrià i l'Ajuntament de Lleida amb la finalitat de planificar i coordinar el transport públic a la regió de Lleida.
Fou creada el 30 d'agost de 2005 i opera a les comarques del Segrià, la Noguera, les Garrigues i el Pla d'Urgell i des de l'any 2010 l'ATM completa el seu àmbit d'actuació integrant la Segarra i l'Urgell.

## Sistema tarifari integrat
L'ATM gestiona un sistema tarifari integrat al seu àmbit d'actuació que permet utilitzar diversos mitjans de transport amb una única targeta.
En l'actualitat, els serveis integrats són els següents:
- Totes les línies urbanes d'Autobusos de Lleida i el bus turístic de la ciutat.
- Totes les línies interurbanes amb origen i destinació a la comarca del Segrià, inclosa la línia que dona servei a l'Aeroport de Lleida-Alguaire.
- El BusNit, el bus nocturn del Segrià.
- El ferrocarril de la línia de la Pobla en el tram Lleida - Balaguer.
- La línia de bus interurbà entre Lleida i Balaguer.

La integració tarifària funciona plenament des de juny de 2008, fent de Lleida la segona àrea de Catalunya en tindre un sistema d'aquestes característiques. Tota la gamma de títols comercialitzats s'ofereixen amb targetes sense contacte. Durant el primer any de funcionament s'expediren 8.590 targetes integrades amb les que s'efectuaren 616.280 viatges.
Algunes organitzacions de la Franja de Ponent han sol·licitat que les comarques amb més relació amb Lleida formin part del sistema tarifari integrat.

## Preus dels diferents títols
|                                                   | 1 zona | 2 zones | 3 zones | 4 zones |
| ------------------------------------------------- | ------ | ------- | ------- | ------- |
| Temps per fer transbordaments en un mateix viatje | 1h 15m | 1h 30m  | 1h 45m  | 2h      |

Els títols disponibles son els següents:
- T-10. Multipersonal de 10 viages.
- T-10/30. Unipersonal de 10 viatges en 30 díes.
- T-50/30. Unipersonal de 50 viatges en 30 díes.
- T-Mes. Personal, viatjes ilimitats en 30 dies.
- T-Mes bonificada per aturats de llarga duració. Mateixes prestacions que la T-Mes pero amb un descomte important en el seu preu.
- T-Mes FM/FN. T-Mes amb descomte per families monoparentals i nombroses.
- T-12. Personal, viatges ilimitats per a menors de 16 anys en la seva zona tarifaria de residencia.
- T-Jove. Personal, per a menors de 30 anys de 90 díes amb viatges ilimitats.
- T-FM/FN 70/90. Multipersonal de 70 viatges en 90 díes, per a families monoparentals i nombroses.

Els títols sense límit de temps són vàlids fins al següent canvi de tarifes. Actualment, només la T-10 no té límit.
L'Área de Lleida disposa de targetes en contacte en les que s'hi cargen lels diferents títols:
| | Targeta anónima | Targeta personalitzada | T-16      | Carnet de la Universitat de Lleida | Targeta empleat Hospital Santa María | Carnet Ilerna Alumni |
| --- | --------------- | ---------------------- | --------- | ---------------------------------- | ------------------------------------ | -------------------- |
| Preu (euros) | 2,30            | 3,40                   | 35,00 (1) | -                                  | -                                    | -                    |
| (1) La primera emissió és gratuïta (en cas de pares separats que resideixen en zones diferents, l'emissió de les dues targetes seria gratuïta). La reemissió de targetes deteriorades suposa l'abonament de 3,60€ (preu habitual d'una targeta personalitzada). La reemissió de targetes perdudes o robades suposa l'abonament de 3,60€ (preu habitual d'una targeta personalitzada). La reemissió per qualsevol altre motiu (ús irregular, etc.) implica el pagament de la taxa de segona emissió de la targeta T-16 personalitzada, que és de 35 euros. |                 |                        |           |                                    |                                      |                      |

Les tarifes de títols del 2024 són les següents, en euros (amb el 50% de descomte aplicat):
| | T-10  | T-10/30 | T-50/30 | T-Mes  | T-Jove | T-16      | T-Mes (Aturats) |
| --- | ----- | ------- | ------- | ------ | ------ | --------- | --------------- |
| 1 zona | 5,15  | 4,10    | 15,75   | 20,70  | 41,40  | 35,00 (1) | 5,15            |
| 2 zones | 8,05  | 6,50    | 22,90   | 30,00  | 41,40  | 35,00 (1) | 5,15            |
| 3 zones | 25,75 | 20,60   | 82,40   | 96,45  | 41,40  | 35,00 (1) | 5,15            |
| 4 zones | 36,05 | 28,85   | 112,50  | 134,95 | 41,40  | 35,00 (1) | 5,15            |
| (1) La primera emissió és gratuïta (en cas de pares separats que resideixen en zones diferents, l'emissió de les dues targetes seria gratuïta). La reemissió de targetes deteriorades suposa l'abonament de 3,60€ (preu habitual d'una targeta personalitzada). La reemissió de targetes perdudes o robades suposa un abonament de 3,60€ (preu habitual d'una targeta personalitzada). La reemissió per qualsevol altre motiu (ús irregular, etc.) implica el pagament de la taxa de segona emissió de la targeta T-16 personalitzada, que és de 35 euros. |       |         |         |        |        |           |                 |

|         | T-Mes FM/FN general | T-Mes FM/FN especial | T-Jove FM/FN general | T-Jove FM/FN especial | T-FM/FN 70/90 general | T-FM/FN 70/90 especial |
| ------- | ------------------- | -------------------- | -------------------- | --------------------- | --------------------- | ---------------------- |
| 1 zona  | 16,55               | 10,35                | 33,15                | 20,70                 | 28,85                 | 18,05                  |
| 2 zones | 24,00               | 15,00                | 33,15                | 20,70                 | 44,85                 | 28,05                  |
| 3 zones | 77,15               | 48,25                | 33,15                | 20,70                 | 144,20                | 90,15                  |
| 4 zones | 107,95              | 67,50                | 33,15                | 20,70                 | 201,90                | 126,20                 |

## Preus anteriors al 2024
| Bitllet senzill | 2008 | 2009 |
| --------------- | ---- | ---- |
| Zona 1          | 1,30 | 1,35 |
| Zona 2          | 1,95 | 2,05 |

| T-10   | 2008  | 2009  | 2014  |
| ------ | ----- | ----- | ----- |
| Zona 1 | 7,20  | 7,60  | 9,80  |
| Zona 2 | 11,00 | 11,50 | 15,25 |

| T-10/30 | 2008 | 2009 | 2014  |
| ------- | ---- | ---- | ----- |
| Zona 1  | 5,70 | 6,00 | 7,80  |
| Zona 2  | 8,70 | 9,20 | 12,35 |

| T-50/30 | 2008  | 2009  | 2014  |
| ------- | ----- | ----- | ----- |
| Zona 1  | 25,00 | 26,00 | 29,90 |
| Zona 2  | 36,10 | 38,00 | 43,60 |

| T-Mes  | 2008  | 2009  | 2014  |
| ------ | ----- | ----- | ----- |
| Zona 1 | 36,00 | 38,00 | 39,40 |
| Zona 2 | 52,00 | 54,50 | 57,05 |

## Evolució de la demanda
Evolució de la demanda per tipus de servei des de la creació de l'ATM de Lleida:
| Servei                 | 2006      | 2007      | 2008      | 2009      | 2010      | 2011      |
| ---------------------- | --------- | --------- | --------- | --------- | --------- | --------- |
| Línies interurbanes    | 719.074   | 872.107   | 1.005.097 | 1.158.275 | 1.560.293 | 1.726.799 |
| Línies urbanes         | 6.622.149 | 6.857.919 | 7.303.580 | 7.429.217 | 7.450.284 | 7.323.796 |
| Tren                   | 132.668   | 177.950   | 208.156   | 179.502   | 165.445   | 165.123   |
| Bus nocturn            | 2.228     | 8.597     | 9.008     | 5.553     | 7.637     | 5.904     |
| Transport a la demanda | 126       | 1.605     | 2.993     | 2.722     | 2.913     | 3.296     |
| Total                  | 7.476.245 | 7.918.589 | 8.528.423 | 8.775.269 | 9.186.572 | 9.224.918 |